# Nate Manor
Nate Manor – amerykański basista rockowy urodzony 27 grudnia 1979 roku, mieszkający w USA w stanie Kalifornia.

## Zespoły
- AMEN – 2004–2005
- Wednesday 13 – 2006-obecnie